# Millepora squarrosa
Millepora squarrosa là một loài san hô trong họ Milleporidae. Loài này được Lamarck mô tả khoa học năm 1816.